# Al-Qubeiba
Al-Qubeiba, también transcrito como al-Qubayba, (en árabe: القبيبه‎) es un municipio palestino de la gobernación de Jerusalén, Cisjordania. Está situado a 12 km al noroeste de Jerusalén, a una altitud de 783 metros. Según la Oficina Central de Estadísticas de Palestina, tenía 3876 habitantes en 2017.
Al-Qubeiba es parte del «Enclave de Biddu», al que pertenecen los pueblos palestinos de Biddu, Beit Ijza, Beit Duqqu, Qatanna, Beit Surik, Beit ‘Anan y Kharayib Umm al Lahim. El enclave está rodeado al sur, este y oeste por la barrera de separación israelí que impide el acceso a buena parte de sus tierras de cultivo y dificulta su conexión con el resto de Cisjordania.

## Historia
En la época de las Cruzadas, en 1099, los cruzados descubrieron los restos de una fortaleza romana a la que llamaron Castellum Emmaus en el emplazamiento de una antigua aldea situada en la calzada romana aún existente que llevaba de Jerusalén a Lydda. Construyeron una nueva aldea que recibió el nombre de Parva Mahomeria. En 1159 se menciona en un documento que define sus fronteras con Beit Anan.
Tras la expulsión de los cruzados de Tierra Santa, la siguiente presencia cristiana establecida en Palestina fue la de los custodios franciscanos de los lugares sagrados. Durante el siglo XIII, «Qubeibeh» fue adoptada progresivamente por los peregrinos como la ubicación de Emaús, la aldea mencionada en el Evangelio de Lucas, y acabó sustituyendo a Abu Ghosh en esta función. A partir de 1335, los franciscanos también la adoptaron y comenzaron una peregrinación anual a este lugar.

### Período otomano
En 1838, se menciona «el-Kubeibeh» como una aldea musulmana del área de Beni Malik, situada al oeste de Jerusalén.
En 1863, el explorador francés Victor Guérin la describió como una aldea de cien habitantes que vivían en casas antiguas compuestas por una única habitación abovedada. Una lista de pueblos otomanos de alrededor de 1870 indicaba que «El-Kubebe» tenía una población de 79 habitantes, repartidos en 12 casas, si bien el recuento de la población solo incluía a los hombres.
En 1883, el Estudio de Palestina Occidental del Fondo para la Exploración de Palestina (PEF) la describió como «una aldea de tamaño mediano situada en una cumbre aplanada, con algunos olivos al oeste. [...] Al oeste hay un monasterio de monjes latinos, fundado en 1862». Se observaba una iglesia cruzada en ruinas.
En 1896, la población de «El-kubebe» se estimaba en unas 144 personas.

### Palestina mandataria
En las estadísticas de 1945 llevadas a cabo por las autoridades del Mandato británico de Palestina, Al-Qubeiba tenía una población de 420 habitantes, 340 musulmanes y 80 cristianos, con 3184 dunams (318,4 hectáreas) de tierra, según un estudio oficial sobre la tierra y la población. De esta superficie, 534 dunams eran plantaciones y tierras de regadío, 1032 se destinaban al cultivo de cereales, mientras que 22 dunams eran terrenos urbanizados.

### Administración jordana
A raíz de la guerra árabe-israelí de 1948, los acuerdos de armisticio de 1949 dejaron Cisjordania bajo dominio jordano hasta que en 1950 Jordania se la anexionó. El censo jordano de 1961 registró 701 habitantes en Al-Qubeiba, 116 cristianos y el resto musulmanes.

### Administración israelí
Durante la Guerra de los Seis Días en junio de 1967, Al-Qubeiba fue conquistada por Israel al igual que toda Cisjordania, y desde entonces está bajo ocupación israelí.
Según el censo de población de 1967 realizado por las autoridades israelíes, Al-Qubeiba contaba 688 habitantes, de los que 21 procedían de Israel.
Según el Acuerdo de Oslo II firmado en 1995 por la Organización para la Liberación de Palestina (OLP) e Israel, Al Qubeiba se dividió en las zonas «B» y «C». Aproximadamente 1162 dunams (116,2 ha), 53,8 % de la superficie total de la aldea, se asignaron a la zona «B», donde la Autoridad Nacional Palestina (ANP) tiene control total sobre los asuntos civiles, pero Israel sigue teniendo la responsabilidad principal en materia de seguridad. Aproximadamente 998 dunums (99,8 ha), 46,2 % de la superficie total de la aldea, fueron clasificados como zona «C», donde Israel mantiene el control total sobre la seguridad y la administración. En la zona «C» se prohíbe la construcción y la gestión de tierras por parte de los palestinos, salvo que se cuente con un permiso otorgado por la Administración Civil israelí.

## Servicios públicos
Desde 1999, un consejo municipal gobierna el pueblo. Se compone de nueve miembros nombrados por la Autoridad Nacional Palestina, además de cuatro empleados permanentes.
Al-Qubeiba dispone de dos escuelas primarias de gestión pública dependientes del ministerio de Educación palestino, una mixta y una para chicas, y una escuela secundaria pública para chicas. Para atender educación secundaria, los chicos tienen que desplazarse a pueblos cercanos como Beit Duqqu o Beit Anan, lo que supone frecuentes problemas de acceso debido a los puestos de control israelíes en las carreteras. Existen también una escuela primaria mixta y un jardín infantil, ambos de gestión privada.
Los servicios sanitarios constan de una clínica estatal gestionada por el ministerio de Sanidad palestino, un laboratorio de análisis clínicos y una farmacia estatales, una clínica dental privada, una clínica veterinaria privada y una clínica privada gestionada por monjas. El pueblo dispone de dos ambulancias.

## Economía
La economía de Al-Qubeiba depende principalmente del sector servicios (40%). La agricultura (10% de la población activa) se dedica sobre todo a los olivos.
30% de la población activa depende tradicionalmente del mercado de trabajo israelí, pero desde el estallido de la Segunda Intifada en septiembre de 2000, los residentes de Al Qubeiba y las aldeas circundantes han perdido su vínculo con la ciudad de Jerusalén, que hasta entonces era la principal fuente de empleo, educación y servicios de salud. Se han visto por lo tanto obligados a recurrir a la ciudad de Ramala para satisfacer estas necesidades. Hasta 2002 podían utilizar la carretera de circunvalación israelí n.º 443 para acceder a Ramala, pero las autoridades israelíes ya se lo han prohibido y deben viajar por carreteras indirectas con infraestructuras deficientes, lo que duplica el tiempo de viaje. Esto ha provocado que muchos residentes de Al Qubeiba se trasladen a Ramala para evitar los retrasos y las interrupciones causados por los obstáculos israelíes al tránsito y los malos tratos habituales en los puestos de control israelíes.

#### Transportes
En 2005 estaba previsto que el «Enclave de Biddu» estuviera conectado a Ramala mediante pasos subterráneos y una carretera vallada a ambos lados. Desde el enclave Biddu, los palestinos viajarían por una carretera vallada que pasa bajo una carretera de circunvalación hasta el enclave de Bir Nabala, y luego por un segundo paso subterráneo bajo la carretera de circunvalación 443 hasta Ramala.